# Hiss
Hissは韓国のヒューマンビートボクサー。おもにトラップのきいたルーティーンを使う。Grand beatbox championship2017のWILDCARDで優勝する。korea beatbox championship2015では15歳で準優勝。korea beatbox championship2017ではbest16に終わってしまったが、2018年度では優勝する。asia beatbox championship2017 tagbattle部門を tagteam〔HissRoad〕で優勝。Grand Beatbox Battle 2017 vice champion   WORLD BEATBOX CHAMIONSHIP2018ソロ部門では3位となった。asia beatbox championship2019ソロ部門優勝。おもにYouTubeで活動している
| スタブアイコン | サブスタブ | この項目は、まだ閲覧者の調べものの参照としては役立たない、音楽関係者（バンド等）に関連した書きかけの項目です。この項目を加筆・訂正などしてくださる協力者を求めています（P:音楽/PJ:芸能人）。 |